# Красная машина
«Кра́сная маши́на» — прозвище сборной СССР по хоккею с шайбой.
Впервые о «Красной машине» заговорили в 1970-е годы, когда сборная СССР блистала на обоих «хоккейных» континентах. Появлялись эти слова в американской печати, вызывая некоторое неудовольствие у игроков сборной СССР: не всех устраивало сравнение с роботами.
Вероятно, впервые прозвище «Красная машина» применительно к сборной СССР было использовано в печатном виде в канадской газете «Toronto Daily Star», в номере от 23 марта 1971 года.
Комментируя поражение на предолимпийском турнире 1980 года, капитан сборной США Майк Эрузионе сказал: «Они были как роботы. Когда они забивали гол, они даже не улыбались. Мне кажется, что я никогда не видел их улыбающимися». Другие игроки команды отмечали своё потрясение и восхищение мастерством советской сборной.

## Современное использование

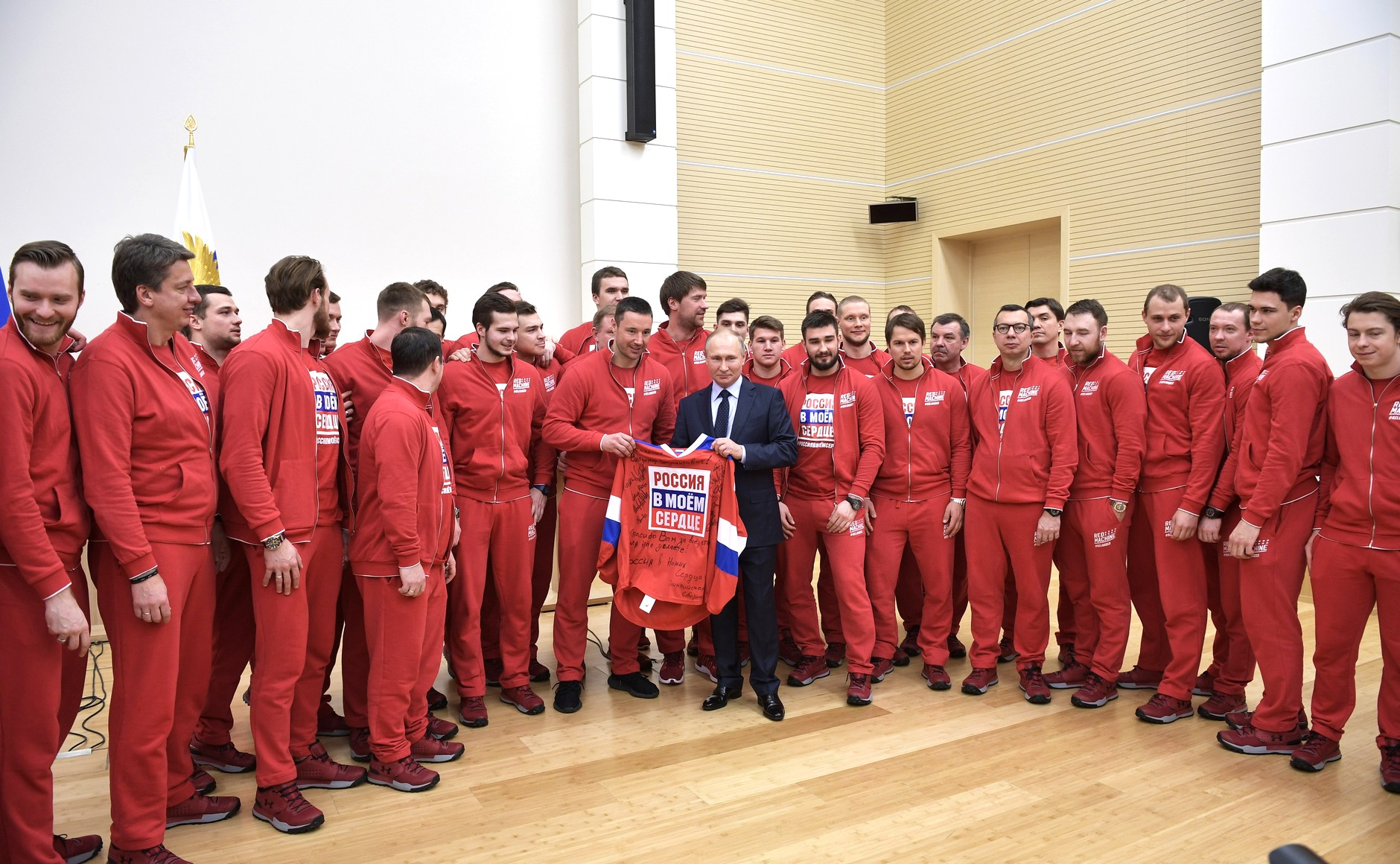
Президент России Владимир Путин
со сборной ОКР по хоккею, участвующей в Олимпийских играх в Корее, январь 2018 года

В последнее время словосочетание «Красная машина» всё чаще употребляется в России в отношении сборной России по хоккею — а именно чемпионских составов, побеждавших на чемпионатах мира в Германии в 1993 году, в Канаде в 2008 году, в Швейцарии в 2009 году, в Финляндии в 2012 году, в Белоруссии в 2014 году и на Олимпийских играх в Пхёнчхане в 2018 году. Федерация хоккея России обычно использует две заглавных буквы в названии бренда — «Красная Машина».